# Baron Hussey
Baron Hussey war ein erblicher britischer Adelstitel, der dreimal in der Peerage of England verliehen wurde.

## Verleihungen und Geschichte des Titels

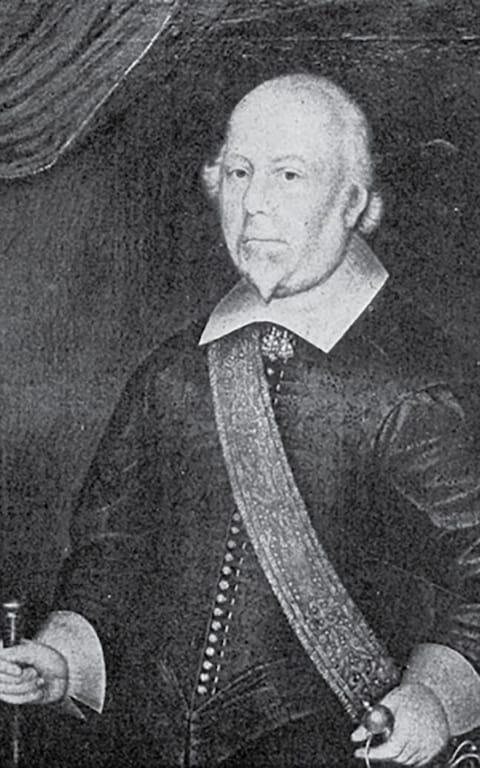
John Hussey, 1. Baron Hussey (dritter Verleihung)

Erstmals wurde der Titel am 23. Juni 1295 für Henry Hussey geschaffen, indem dieser durch Writ of Summons von König Eduard I. ins Parlament berufen wurde. Beim Tod seines Nachfahren, des 7. Barons, am 5. Dezember 1470 fiel der Titel in Abeyance.
In zweiter Verleihung wurde der Titel am 20. November 1348 durch Writ of Summons von König Eduard III. für John Hussey geschaffen. Da dieser keine legitimen Erben hinterließ, erlosch der Titel bei seinem Tod am 1. September 1361.
In dritter Verleihung wurde der Titel am 1. Dezember 1529 durch Writ of Summons von König Heinrich VIII. für Sir John Hussey, Gutsherr von Sleaford in Lincolnshire, neu geschaffen. Sein Titel wird zur Unterscheidung von seinem gleichnamigen Vorgänger zweiter Verleihung auch Baron Hussey of Sleaford genannt. 1536 wurde der Baron einer Beteiligung an der Pilgrimage of Grace beschuldigt, 1537 des Hochverrats angeklagt, geächtet und am 27. August 1537 hingerichtet. Der Titel war damit verwirkt.

## Liste der Barone Hussey

### Barone Hussey, erste Verleihung (1295)
- Henry Hussey, 1. Baron Hussey (1265–1332)
- Henry Hussey, 2. Baron Hussey (1302–1349)
- Henry Hussey, 3. Baron Hussey († 1349)
- Henry Hussey, 4. Baron Hussey († 1384)
- Henry Hussey, 5. Baron Hussey (1362–1409)
- Henry Hussey, 6. Baron Hussey († 1460)
- Nicholas Hussey, 7. Baron Hussey († 1470) (Titel abeyant 1470)

### Barone Hussey, zweite Verleihung (1348)
- John Hussey, 1. Baron Hussey († 1361)

### Barone Hussey, dritte Verleihung (1529)
- John Hussey, 1. Baron Hussey (1465/66–1537) (Titel verwirkt 1537)